# 錫爾弗代爾鎮區 (堪薩斯州考利縣)
錫爾弗代爾鎮區（英語：Silverdale Township）為美國堪薩斯州考利縣轄下的鎮區。2010年美国人口普查中該鎮區人口有354人。

## 地理
錫爾弗代爾鎮區涵蓋總面積為136.53平方（52.71平方英里），境內沒有已建制定居點。

### 墓園
根據美國地質調查局的資料，此鎮區擁有2座墓園：
- 利伯蒂墓園（Liberty Cemetery）
- 錫爾弗代爾墓園（Silverdale Cemetery）

### 溪流
通過此鎮區的溪流有：
- 格勞斯溪（Grouse Creek）
- 奧特溪（Otter Creek）
- 錫爾弗溪（Silver Creek）

## 人口統計
根據2010年美國人口普查，錫爾弗代爾鎮區人口有354人，住房173戶，人口密度為2.59人/每平方公里。此鎮區居民之種族中，白人佔94.35%，非裔美國人佔0%，美洲原住民佔2.26%，亞裔美國人佔0%，太平洋島裔美國人佔0%，其他種族佔1.13%，混血種族則佔2.26%。而西班牙裔或拉丁裔美國人佔此鎮區人口的0%。

## 外部連結
- City-Data.com （页面存档备份，存于）